# バトル・オブ・ロサンゼルス
バトル・オブ・ロサンゼルス（The Battle Of Los Angeles）はアメリカのロックバンド、レイジ・アゲインスト・ザ・マシーンの第3作アルバム。オリジナル・アルバムとしては同バンドの最後の作品となる。タイトルが示すように、ロス暴動についてのアルバムである。
アルバム収録曲「スリープ・ナウ・イン・ザ・ファイアー」のPV撮影をマイケル・ムーア監督のもとニューヨーク証券取引所前にてゲリラ的に敢行。ニューヨーク市警察にムーアと共に逮捕される（連行される様子は、当該PVに収められている）。
「テスティファイ」のミュージック・ビデオには千葉真一主演映画『宇宙快速船』、「ゲリラ・ラジオ」はPRIDEを放送したフジテレビのメインテーマやニッポン放送の『オールナイトニッポン』のBGM及びフィラー、「カーム・ライク・ア・ボム」は映画「マトリックス・リローデッド」のエンディングテーマ、ボーナストラックの「ノー・シェルター」は映画「GODZILLA」のエンディングテーマに使用された。
2001年のグラミー賞最優秀ロック・アルバム賞にノミネートされ、2003年には『ローリングストーン誌が選ぶオールタイム・ベストアルバム500』で426位にランクイン。

## 収録曲
1. テスティファイ - Testify (3:30)
2. ゲリラ・ラジオ - Guerrilla Radio (3:26)
3. カーム・ライク・ア・ボム - Calm Like A Bomb (4:58)
4. マイク・チェック - Mic Check (3:33)
5. スリープ・ナウ・イン・ザ・ファイアー - Sleep Now In The Fire (3:25)
6. ボーン・オブ・ア・ブロークン・マン - Born Of A Broken Man (4:41)
7. ボーン・アズ・ゴースツ - Born As Ghosts (3:21)
8. マリア - Maria (3:48)
9. ヴォイス・オブ・ザ・ヴォイスレス - Voice Of The Voiceless (2:31)
10. ニュー・ミレニアム・ホームズ - New Millennium Homes (3:44)
11. アッシュズ・イン・ザ・フォール - Ashes In The Fall (4:36)
12. ウォー・ウィズイン・ア・ブレス - War Within A Breath (3:37)
13. ノー・シェルター - No Shelter (4:06) ※

※日本盤ボーナス・トラック